# Themashanga
Themashanga è un villaggio del Botswana situato nel distretto Nordorientale, sottodistretto di North East. Il villaggio, secondo il censimento del 2011, conta 1.648 abitanti.

## Località
Nel territorio del villaggio sono presenti le seguenti 2 località:
- Sekonje di 57 abitanti,
- Themashanga Lands